# Corythalia arcuata
Corythalia arcuata là một loài nhện trong họ Salticidae.
Loài này thuộc chi Corythalia. Corythalia arcuata được Pelegrin Franganillo-Balboa miêu tả năm 1930.